# Louvres
Louvres is een gemeente in het Franse departement Val-d'Oise (regio Île-de-France) en telt 8797 inwoners (1999). De plaats maakt deel uit van het arrondissement Sarcelles.

## Geografie
De oppervlakte van Louvres bedraagt 11,3 km², de bevolkingsdichtheid is 778,5 inwoners per km².
De onderstaande kaart toont de ligging van Louvres met de belangrijkste infrastructuur en aangrenzende gemeenten.

## Demografie
Onderstaande figuur toont het verloop van het inwonertal (bron: INSEE-tellingen).